# جائزة الأمير سلطان بن عبد العزيز الدولية للمياه
جائزة الأمير سلطان بن عبد العزيز الدولية للمياه (PSIPW) هي جائزة علمية سعودية، أنشأها الأمير سلطان بن عبد العزيز آل سعود في 21 أكتوبر 2002،  يقع مقرها الرئيسي في مركز الأمير سلطان لبحوث البيئة والمياه والصحراء بجامعة الملك سعود. تسلط الضوء على مشكلة ندرة المياه في العالم وتعمل من خلال تكريم العلماء والباحثين في مجال المياه، لإيجاد حلول لتلك المشكلة.

## الجوائز الممنوحة
تقدم الجائزة خمس جوائز مميزة،  حيث يتم تخصيص مليون ريال سعودي (حوالي 266000 دولار) لجائزة الإبداع، بينما يتم تخصيص نصف مليون ريال سعودي (حوالي 133,000 دولار) لكل من الجوائز المتخصصة الأربع الأخرى. يرافق الجائزة ميدالية ذهبية وكأس وشهادة.
الجوائز الخمس هي كما يلي:
- جائزة الإبداع

الجوائز المتخصصة:
- جائزة المياه السطحية
- جائزة المياه الجوفية
- جائزة الموارد المائية البديلة
- جائزة إدارة المياه وحمايتها

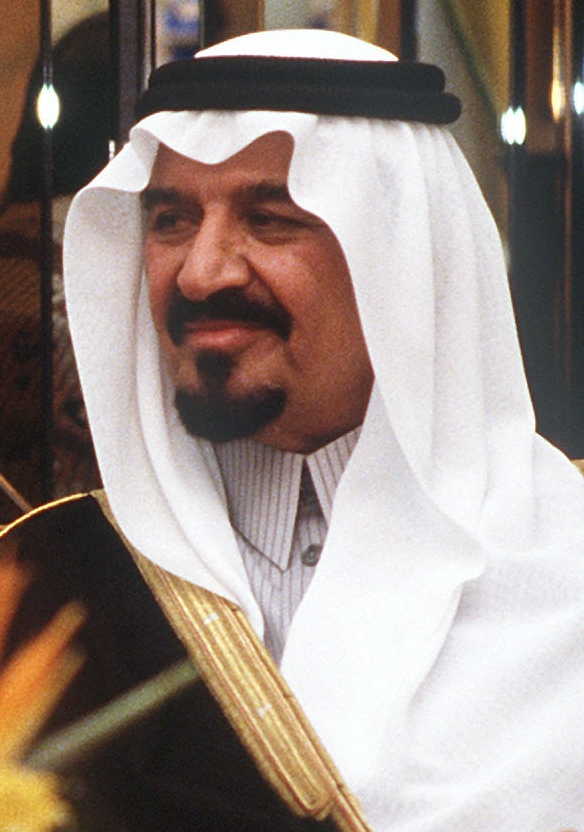
الأمير سلطان بن عبد العزيز آل سعود

خلال أول جائزتين من الجائزة (2002-2004)  و(2004-2006)  كانت هناك خمس جوائز متخصصة، حيث تم منح «إدارة موارد المياه» و«حماية موارد المياه» بشكل منفصل، وتم الجمع بين هاتين الجائزتين بعد الجائزة الثانية و«جائزة إدارة المياه وحمايتها» تم منحها للمرة الأولى مع الجائزة الثالثة (2006-2008). تم افتتاح جائزة الإبداع للجائزة الثالثة (2006-2008).

### جائزة الإبداع
لا تقتصر جائزة الإبداع على مواضيع محددة، وبدلاً من ذلك يتم تعريف معاييرها بواسطة إرشادات عامة،  ويسمح هذا لجائزة الإبداع بتغطية مجموعة واسعة من الموضوعات متعددة التخصصات ذات الصلة بالمياه.
تُمنح جائزة الإبداع للعمل الذي تعتبره لجنة الجائزة «إنجازًا» في أي مجال متعلق بالمياه، وقد يكون العمل عبارة عن اختراع أو ورقة بحث أو تكنولوجيا جديدة أو مشروع تطوير، ويمكن أن تتصل بأي فرع من فروع أي مجال المياه ذات الصلة، وقد تسهم في زيادة الموارد المائية المتاحة أو في تخفيف ندرة المياة أو تقليل تلوثها، وقد تسهم مساهمة مادية في الحفاظ على المياه أو في الإدارة الفعالة لها، ويجب أن يوفر العمل حلاً مفيدًا للمجتمع ويسهم في التنمية والارتقاء الاجتماعي ويكون عمليًا وصديقًا للبيئة وفعالًا من حيث التكلفة.

### جوائز متخصصة
كانت موضوعات الجائزة الرابعة على النحو التالي:
- موضوع الفرع الأول (المياه السطحية): الطرق المبتكرة لنمذجة مياه الأمطار والجريان السطحي.
- الفرع الثاني (المياه الجوفية): تقييم ومراقبة التلوث الإشعاعي في المياه الجوفية.
- الفرع الثالث (البديل غير التقليدي للموارد المائية): الطرق المبتكرة لإنتاج المياه من الموارد المائية غير التقليدية.
- الفرع الرابع (إدارة موارد المياه وحمايتها): تطبيقات الاستشعار عن بعد ونظم المعلومات الجغرافية لإدارة موارد المياه.

بدءًا من الجائزة الخامسة في 2012، لم تعد هناك مواضيع محددة تم الإعلان عنها. أصبحت جميع الجوائز المتخصصة مفتوحة لجميع الموضوعات ذات الصلة.

## التنظيم والترشيح والاختيار

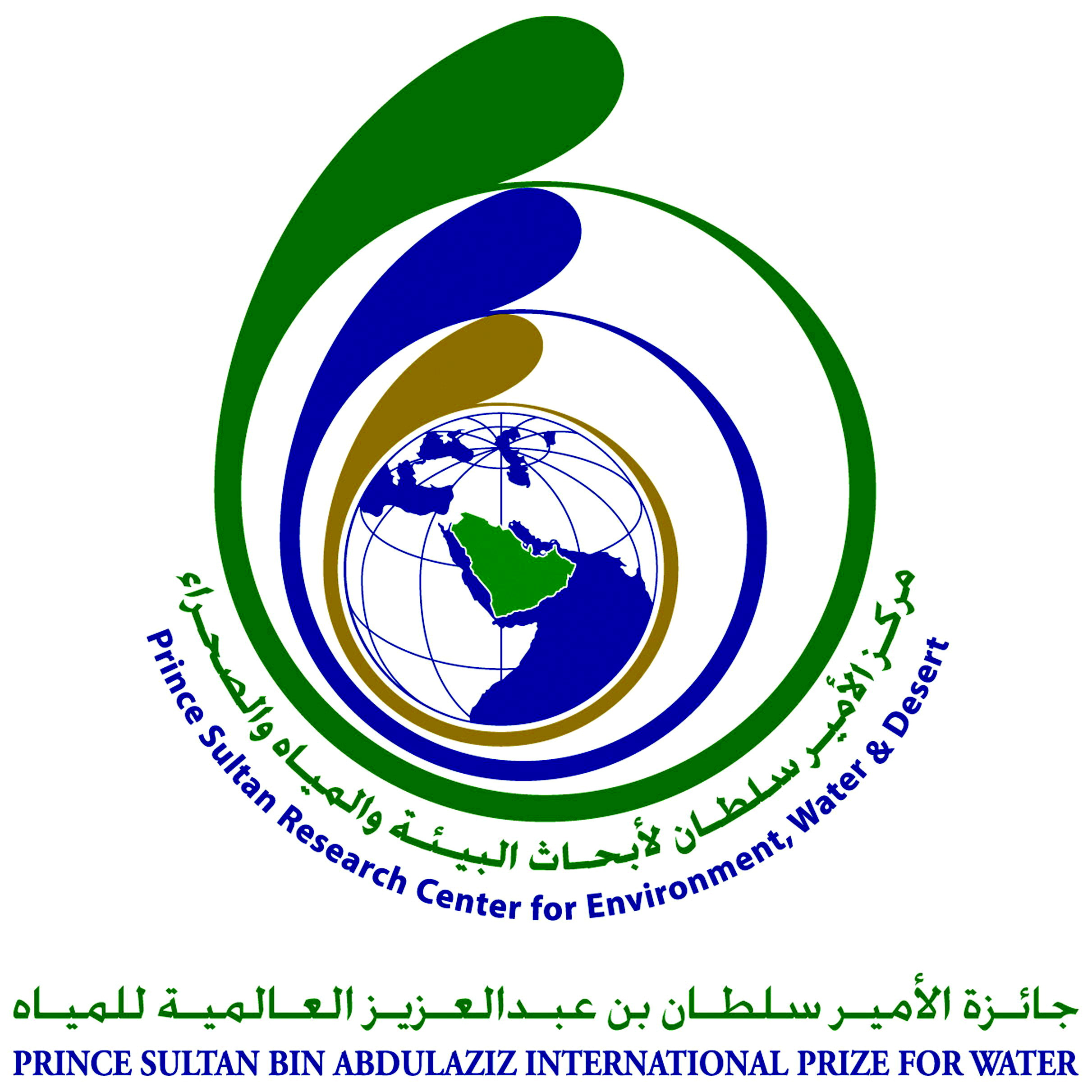
PSIPW الشعار

يتألف مجلس الجائزة من رئيس مجلس الجائزة الذي يتولى حاليًا صاحب السمو الملكي الأمير خالد بن سلطان بن عبد العزيز آل سعود وأعضاء المجلس التالين:
- وزير المياه والكهرباء
- رئيس جامعة الملك سعود
- محافظ مؤسسة المياه المالحة
- الأمين العام للجائزة، وهو أيضًا مدير مركز الأمير سلطان لأبحاث البيئة والمياه والصحراء: - جامعة الملك سعود
- 3 خبراء سعوديين
- 3 خبراء دوليين

### تقييم الأعمال المرشحة
يتم تقييم الأعمال لتحديد قيمتها العلمية والأصالة، وكيف تساهم في هذا المجال وفائدتها للمجتمع لا سيما فيما يتعلق بالتنمية وحل المشكلات على المستوى الدولي.
يتم تقييم الأعمال المرشحة من قبل لجنة دولية من العلماء الذين يعملون في لجان متخصصة مختلفة على واحد أو أكثر من المستويات الثلاثة التالية:
- لجان التقييم الأولية
- لجان الحكم
- لجان الاختيار

## احتفالات الجائزة

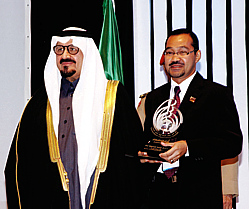
الأستاذ عبد اللطيف أحمد يتسلم الجائزة من الأمير سلطان بن عبد العزيز في حفل توزيع جوائز 2006

تعلن أمانة الجائزة عادة أسماء الفائزين في شهر أكتوبر، مع منح الجوائز في حفل رسمي أقيم في نوفمبر بالتزامن مع مؤتمر أكاديمي.
أقيم حفل تقديم الجائزة الأولى يوم الأحد الموافق 5 ديسمبر 2004 بجامعة الملك سعود إلى جانب المؤتمر الدولي الأول للموارد المائية والبيئات القاحلة،  وأقيم حفل الجائزة الثانية في 26 نوفمبر 2006 بالتزامن مع المؤتمر الدولي الثاني للموارد المائية والبيئات القاحلة.
أقيم حفل تقديم الجائزة الثالثة في الأحد 16 نوفمبر 2008 بالتزامن مع المؤتمر الدولي الثالث حول الموارد المائية والبيئات القاحلة 2008 والمنتدى العربي الأول للمياه الذي استمر من 16 إلى 19 نوفمبر. حضر الحفل الأمير ويليم ألكساندر، ولي عهد هولندا وأمير أورانج ورئيس اللجنة الاستشارية للأمين العام للأمم المتحدة لشؤون المياه والصرف الصحي.

## ميداليات وجوائز وشهادات

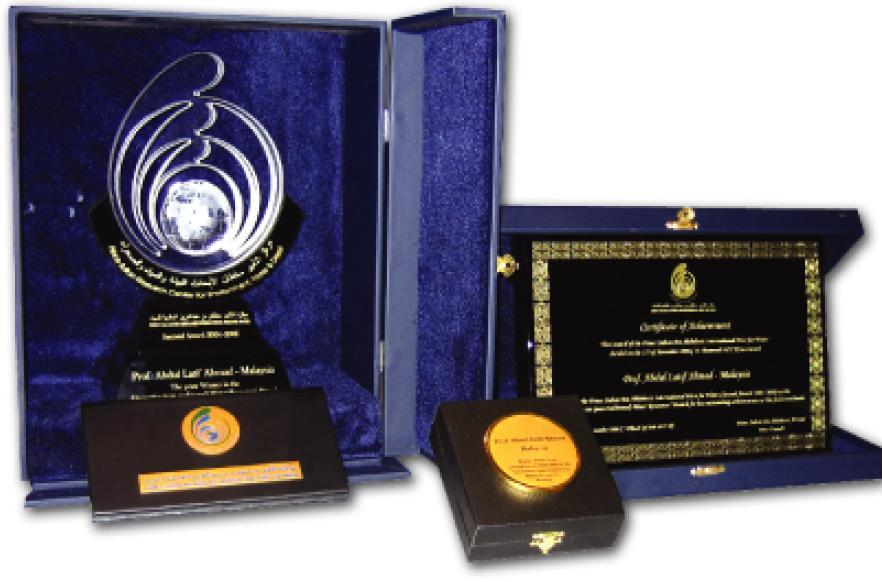
جائزة الأمير وتتكون من كأس وميدالية وشهادة

يرافق الجائزة النقدية للجائزة ميدالية ذهبية وكأس وشهادة.
قاعدة الكأس محفورة باللغتين الإنجليزية والعربية باسم الجائزة والفائز في حين يتكون الجزء العلوي من الكأس من الكريستال في نمط شعار الجائزة ودوائر نصف دائرية متركزة على شكل دمعة تحيط بصورة مركزية من الأرض.

## الفائزين بالجائزة

### الجائزة الأولى (2002-2004)
أعلن مجلس الجائزة أسماء الفائزين في 31 أكتوبر 2004 على النحو التالي:
- الفرع الأول - المياه السطحية - الموضوع: طرق مكافحة الفيضان الفعالة
  - د. جيري ر. ستدينجر، الولايات المتحدة الأمريكية
- الفرع الثاني - المياه الجوفية - الموضوع: تغذية المياه الجوفية الاصطناعية
  - الدكتور هيرمان بووير، الولايات المتحدة الأمريكية
- الفرع الثالث - الموارد المائية البديلة (غير التقليدية) - الموضوع: التقنيات الاقتصادية في تحلية مياه البحر
  - د. هشام طه عبد الله الدسوقي، مصر
  - د. هشام اتوني، مصر
- الفرع الرابع - إدارة موارد المياه - الموضوع: تقنيات جديدة فعالة لحفظ مياه الري
  - مدينة الملك عبد العزيز للعلوم والتقنية، المملكة العربية السعودية.
- الفرع الخامس - حماية الموارد المائية - الموضوع: حماية المياه الجوفية من الملوثات الزراعية - لم يتم منح أي جائزة بسبب عدم وجود ترشيحات تفي بالمعايير والشروط المطلوبة.

### الجائزة الثانية (2004-2006)
أعلن مجلس الجائزة أسماء الفائزين في 31 أكتوبر 2007 على النحو التالي:
- الفرع الأول - المياه السطحية: حصاد المياه - لم يتم منح أي جائزة بسبب عدم وجود ترشيحات تفي بالمعايير والشروط المطلوبة.
- الفرع الثاني - المياه الجوفية - الموضوع: إدارة طبقات المياه الجوفية الساحلية
  - قسم المياه- معهد البحوث- جامعة الملك فهد للبترول والمعادن، المملكة العربية السعودية
  - الأستاذ عبد القادر العربي، المغرب
- الفرع الثالث - موارد المياه البديلة (غير التقليدية): معالجة وإعادة استخدام المياه العادمة
  - الأستاذ عبد اللطيف أحمد، ماليزيا
- الفرع الرابع - إدارة موارد المياه: الإدارة المتكاملة والمستدامة للموارد المائية في المناطق القاحلة وشبه القاحلة
  - البروفيسور هاورد س. ويتير، المملكة المتحدة
- الفرع الخامس - حماية الموارد المائية: تلوث المياه الجوفية حسب الأنشطة الحضرية
  - مدينة الملك عبد العزيز للعلوم والتقنية، المملكة العربية السعودية

### الجائزة الثالثة (2006-2008)
أعلن مجلس الجائزة أسماء الفائزين على النحو التالي:
- الفرع الأول - المياه السطحية: التحكم في الترسبات في أنظمة المياه السطحية
  - الدكتور تشيه تيد يانغ، أستاذ بورلاند للموارد المائية ومدير مركز العلوم المائية والتدريب، قسم الهندسة المدنية، جامعة ولاية كولورادو
- الفرع الثاني - المياه الجوفية: استكشاف وتقييم المياه الجوفية
  - الدكتور فولفجانج كينزيلباخ، أستاذ الهيدروميكانيك، معهد ETH زيورخ (المعهد الفيدرالي السويسري للتكنولوجيا)
- الفرع الثالث - الموارد المائية البديلة (غير التقليدية): الأساليب والأنظمة المبتكرة في تحلية المياه
  - الدكتور عبد الوهاب محمد، نائب العميد وأستاذ (تكنولوجيا الأغشية والفواصل)، جامعة كيبانغسان ماليزيا
  - المؤسسة العامة لتحلية المياه المالحة، المملكة العربية السعودية
- الفرع الرابع - إدارة وحماية موارد المياه: إدارة الطلب على المياه في المناطق الحضرية
  - د. زين الدين عبد المنان، أستاذ الهندسة الكيميائية ومؤسس مركز هندسة نظم العمليات (PROSPECT)، جامعة التكنولوجيا في ماليزيا
  - مركز القرار لمدينة الصحراء، جامعة ولاية أريزونا، تيمبي، أريزونا
- جائزة الإبداع - قررت لجنة الاختيار عدم منح جائزة الإبداع خلال هذه الجولة.[23]

### الجائزة الرابعة (2008-2010)
أعلن مجلس الجائزة أسماء الفائزين على النحو التالي:
- الفرع الثالث - الموارد المائية البديلة
  - بارت فان دير بروغن، جامعة كاثوليكي، لوفين، بلجيكا
- الفرع الرابع - إدارة المياه وحمايتها
  - الدكتور سوروش سوروشيان، جامعة كاليفورنيا، إيرفين، الولايات المتحدة الأمريكية
- جائزة الإبداع
  - الدكتور Ignacio Rodriguez-Iturbe (جامعة برينستون، الولايات المتحدة الأمريكية) والدكتور Andrea Rinaldo (كلية الفنون التطبيقية في لوزان، سويسرا)؛ الدكتور ماريك Zreda (جامعة أريزونا، الولايات المتحدة الأمريكية) والدكتور دارين Desilets (مختبر سانديا الوطني، الولايات المتحدة الأمريكية).

### الجائزة الخامسة (2010-2012)
أعلن مجلس الجائزة أسماء الفائزين على النحو التالي:
- فرع 1 - المياه السطحية
  - الدكتور كيفن أي. ترينبيرث والدكتور أيغو داي، المركز الوطني لأبحاث الغلاف الجوي، الولايات المتحدة الأمريكية
- الفرع الثاني - المياه الجوفية
  - الدكتور تشارلز فرانكلين هارفي (معهد ماساتشوستس للتكنولوجيا، الولايات المتحدة الأمريكية) والدكتور أبو برهان محمد بدروزمان (جامعة بنغلاديش للهندسة والتكنولوجيا، دكا)
- الفرع الثالث - الموارد المائية البديلة
  - د. محمد خيت السحيمي، مدير جامعة مدريد، إسبانيا
- الفرع الرابع - إدارة المياه وحمايتها
  - د. داميا بارسيلو، المعهد الكاتالاني لبحوث المياه، إسبانيا
- جائزة الإبداع
  - الدكتورة أشوك جادجيل، الدكتورة سوزان آدي، وكيس فان جينشتن، (جامعة كاليفورنيا، الولايات المتحدة الأمريكية)، الدكتور روبرت كوستيكي (مختبر لورنس بيركلي الوطني). الولايات المتحدة الأمريكية) والدكتور جويشري روي (جامعة جادافبور، كولكاتا، الهند).

### الجائزة السادسة (2012-2014)
أعلن مجلس الجائزة أسماء الفائزين على النحو التالي:
- فرع 1 - المياه السطحية
  - الدكتور لاري ميس، جامعة ولاية أريزونا، الولايات المتحدة الأمريكية
- الفرع الثاني - المياه الجوفية
  - الدكتور خيسوس كاريرا راميريز، IDAEA ، برشلونة، إسبانيا
- الفرع الثالث - الموارد المائية البديلة
  - الدكتور بوليكاروس فالاراس، المركز الوطني للبحث العلمي، أثينا، اليونان
- الفرع الرابع - إدارة المياه وحمايتها
  - الدكتور وليام WG. يه، جامعة كاليفورنيا، لوس أنجلوس، الولايات المتحدة الأمريكية
- جائزة الإبداع
  - الدكتور إريك وود وجوستين شيفيلد (جامعة برينستون)؛ كريستين لارسون وإريك سمول (جامعة كولورادو)، فاليري زافوتني (NOAA) وجون براون (UCAR)، الولايات المتحدة الأمريكية

### الجائزة السابعة (2014-2016)
أقيم حفل منح الجائزة في مقر الأمم المتحدة بنيويورك، حيث منحت الجائزة للفائزين بمشاركة كل من الأمين العام للأمم المتحدة بان كي مون والأمير خالد بن سلطان بن عبد العزيز رئيس مجلس الجائزة وعدد من الدبلوماسيين وكبار موظفي الأمم المتحدة.
أعلن مجلس الجائزة أسماء الفائزين على النحو التالي:
- فرع 1 - المياه السطحية
  - الدكتور غاري باركر، جامعة إلينوي، الولايات المتحدة الأمريكية
- الفرع الثاني - المياه الجوفية
  - الدكتورة تيسا إيلانغاسيكاري، كلية كولورادو للمناجم، الولايات المتحدة الأمريكية
- الفرع الثالث - الموارد المائية البديلة
  - الدكتور رونغ وانغ والدكتور أنتوني جي فاني أثينا، جامعة نانيانغ التكنولوجية، سنغافورة
- الفرع الرابع - إدارة المياه وحمايتها
  - د. دانييل بي. لوكس كورنيل، الولايات المتحدة الأمريكية
- جائزة الإبداع
  - الدكتورة ريتا ر. كولويل، جامعة ماريلاند والدكتورة شفيق الإسلام، جامعة تافتس، الولايات المتحدة الأمريكية، الدكتور بيتر ج. ويبستر، جورجيا تيك. الجامعة، الولايات المتحدة الأمريكية

### الجائزة الثامنة (2016-2018)
أعلن مجلس الجائزة أسماء الفائزين على النحو التالي:
- فرع 1 - المياه السطحية
  - الدكتور ويلفريد بروتزيرت، جامعة كورنيل، الولايات المتحدة الأمريكية
- الفرع الثاني - المياه الجوفية
  - الدكتور مارتينوس ثيودوروس فان جينشتن، الجامعة الفيدرالية في ريو دي جانيرو، البرازيل
- الفرع الثالث - الموارد المائية البديلة
  - د. عمر محمد ياغي، جامعة كاليفورنيا، بيركلي والدكتور إيفلين وانغ، معهد ماساتشوستس للتكنولوجيا، الولايات المتحدة الأمريكية
- الفرع الرابع - إدارة المياه وحمايتها
  - الدكتور جيم دبليو هول والدكتور إدواردو بورغومو، جامعة أكسفورد، المملكة المتحدة
- جائزة الإبداع
  - الدكتور غونتر بلوشل، جامعة فيينا للتكنولوجيا والدكتور مورجيسو سيفابالان، جامعة إلينوي والدكتور أندريه جيم والدكتور راهول ناير، المعهد الوطني للجرافين، جامعة مانشستر، المملكة المتحدة